# Quintano
Quintano (lombardul: Quintà) település Olaszországban, Lombardia régióban, Cremona megyében. Lakosainak száma 907 fő (2023. január 1.). Quintano Capralba, Pieranica, Torlino Vimercati, Trescore Cremasco és Casaletto Vaprio községekkel határos.

## Népesség
A település lakossága az elmúlt években az alábbi módon változott:
| Lakosok száma | 948  | 949  | 913  | 907  |
|               | 2013 | 2017 | 2018 | 2023 |